# Fluorek srebra(II)
Fluorek srebra(II), AgF
2 – nieorganiczny związek chemiczny z grupy fluorków, sól fluorowodoru i srebra na II stopniu utlenienia.
Występuje w dwóch odmianach: rombowej (α) oraz tetragonalnej (β). Pierwsza z nich, α, zawiera srebro na drugim stopniu utlenienia, natomiast forma β uznawana jest za formę zdysproporcjonowaną – występują w niej kationy srebra(I) oraz (III). W literaturze naukowej lepiej opisaną jest forma α. Dlatego też przy jej opisie często pomija się oznaczenie formy związku, przyjmując w domyśle jako podstawową formę α. Związek ten należy do wąskiej grupy około stu związków zawierających srebro dwuwartościowe. Srebro w związkach chemicznych zwykle występuje na I stopniu utlenienia. Dwuwartościowe srebro (Ag(II)) należy do najsilniejszych utleniaczy, dlatego też AgF
2 znalazł zastosowanie jako czynnik fluorujący oraz utleniający. Obliczenia oparte na teorii funkcjonału gęstości elektronowej (DFT) wskazują, że związek ten może charakteryzować się wartością pracy wyjścia elektronu z powierzchni (010) równą 7,76 eV – najwyższą spośród wszystkich znanych materiałów o powierzchniach niedipolarnych.
AgF
2 wykazuje podobieństwo tzw. miedzianów – nadprzewodzących związków miedzi, w związku z czym może teoretycznie posłużyć do produkcji nowych nadprzewodników wysokotemperaturowych.

## Synteza
AgF
2 może zostać zsyntetyzowany przez fluorowanie Ag
2O, AgF, AgCl lub metalicznego srebra za pomocą pierwiastkowego fluoru. Substrat umieszcza się w łódeczce niklowej, nad którą przepuszcza się strumień fluoru. Początkowo następuje wydzielanie dużych ilości ciepła i naczynie reakcyjne należy chłodzić, aby temperatura nie przekroczyła 60–80 °C. Ma to na celu zapobiegnięcie utworzenia stopu z mieszaniny reakcyjnej, którego dalsze skuteczne fluorowanie jest trudne. Gdy reakcja spowalnia, układ należy stopniowo ogrzewać do 250 °C. Następnie pozwala się na ochłodzenie do temperatury pokojowej, po czym układ reakcyjny przedmuchuje się suchym azotem. W 2020 r. opublikowano nową metodę elektrosyntezy pojedynczych kryształów fluorku srebra(II) na elektrodzie diamentowej domieszkowanej borem (BDD) w bezwodnym kwasie fluorowodorowym (aHF).
Istnieje kilku różnych dostawców AgF
2 na rynku, przy czym popyt jest mniejszy niż 100 kg/rok. Podczas gdy AgF
2 znajduje zastosowanie laboratoryjne, jest on zbyt drogi do stosowania w przemyśle wielkoskalowym. W 1993 r. Koszt AgF
2 wynosił od 1000 do 1400 USD za kg.

## Właściwości
Jest silnym czynnikiem fluorującym, w związku z czym powinien być przechowywany w pojemnikach teflonowych lub pojemnikach metalowych poddanych pasywacji powierzchni. Jest światłoczuły, dlatego podczas magazynowania powinien być chroniony przed światłem. W wodzie ulega natychmiastowej hydrolizie.

## Nadprzewodnictwo
AgF
2 postrzegany jest jako analog miedzianów – związków tlenku miedzi(II), które przy odpowiednim stopniu domieszkowania i w odpowiedniej temperaturze przechodzą w stan nadprzewodnictwa wysokotemperaturowego (HTSC).
Podobieństwa fluorku srebra(II) do miedzianów:
- spin −½ metalu[19]
- warstwowa budowa związku[19]
- silne sprzężenie antyferomagnetyczne w warstwie. Stała J2D, która opisuje siłę nadwymiany antyferromagnetycznej, dla AgF
2 wynosi ok. −70 meV[20][21];
- silnie kowalencyjny charakter wiązań między metalem i niemetalem[22][17];
- izolator typu CT(inne języki)[23][24]

Należy jednak zwrócić uwagę, że w AgF
2 warstwy są względem siebie pofałdowane, gdzie w przypadku miedzianów, warstwy często są płaskie.
Do 2017 r. wszystkie udokumentowane próby domieszkowania oraz metalizacji AgF
2 zakończyły się niepowodzeniem. Zastosowanie ciśnienia ok. 15 GPa prowadzi do otrzymania nanodrutów fluorku srebra. Natomiast trudności związane z domieszkowaniem są spowodowana m.in. silnymi właściwościami utleniającymi związku, co skutkuje jego niebywałą reaktywnością. W 2020 r., na bazie obliczeń teoretycznych, naukowcy zaproponowali możliwość osadzenia płaskich warstw (kąt F−Ag−F bliski 180°) na odpowiednim podłożu krystalicznym (substracie), za pomocą heteroepitaksji. Ma to wzmocnić sprzężenie antyferromagnetyczne w warstwie AgF
2, a przez to zwiększyć temperaturę krytyczną przejścia w stan nadprzewodzący (Tc), w przypadku odpowiedniego domieszkowania związku w tym układzie. Oszacowano, iż temperatura przejścia w stan nadprzewodzący dla domieszkowanego AgF
2 może osiągnąć nawet −78 °C, co wynosi znacznie więcej niż −140 °C dla domieszkowanych miedzianów. Na bazie tych wyników oraz własnych obliczeń teoretycznych, w 2021 i 2022 r. grupa naukowców z Polski, Włoch i Chin, wyznaczyła optymalny stopień domieszkowania elektronowego i dziurowego do uzyskania nadprzewodnictwa w płaskiej warstwie AgF
2 w specjalnie zaprojektowanym rok wcześniej nano-układzie.

## Skład i struktura
Komercyjnie dostępny AgF
2 występuje w postaci brązowego proszku. Z racji metody otrzymywania związku przygotowanego na sprzedaż, obecne są zanieczyszczenia w postać AgF oraz tlenków srebra(I) i (II). Kryształy AgF
2, otrzymywane za pomocą elektrosyntezy charakteryzują się niewielkimi rozmiarami oraz bursztynowym zabarwieniem.
Związek krystalizuje w układzie rombowym o grupie przestrzennej Pbca (nr 61).
Struktura AgF
2 zawiera pofałdowane kwadratowe warstwy fluorku srebra z czterema krótkimi wiązaniami Ag−F. Atomy srebra znajdują się w centrum, natomiast atomy fluoru w narożach kwadratu. Dodatkowo każdy atom srebra jest skoordynowany przez dwa atomy fluoru, pochodzące od sąsiadujących ze sobą płaszczyzn AgF
2. Jednakże odległości dwóch dodatkowych atomów fluoru od srebra są większej niż w przypadku tych znajdujących się w kwadratowych płaszczyznach. Taka budowa tworzy to pierwszą strefę koordynacyjną srebra w formie wydłużonego oktaedru, gdzie wydłużenie (odkształcenie) związane jest z wystąpieniem efektu Jahna-Tellera.
Przez pewien czas wątpiono, by srebro w AgF
2 istotnie występowało na stopniu utlenienia +2. Proponowano raczej mieszaną walencyjność, jak na przykład AgI
[AgIII
F
4], który byłby podobny do tlenku srebra (I, III) (AgI
[AgIII
O
2]). Badania dyfrakcji neutronów potwierdziły jednak jego opis jako srebro dwuwartościowe. Stwierdzono, że układ AgI
[AgIII
F
4] (forma β) może być zsyntetyzowany, jednak jest metastabilny w odniesieniu do AgII
F
2 – formy α.
Cząsteczka AgF
2 w fazie gazowej ma symetrię D∞h.
Energia wymagana do przejścia ze stanu podstawowego do pierwszych stanów wzbudzonych wynosi około 14 kcal/mol (59 kJ/mol). Związek jest paramagnetyczny, ale staje się ferromagnetyczny w temperaturach poniżej −110 °C (163 K), co odpowiada temperaturze Curie tego związku. Jednakże w związku tym występuje także antyferromagnetyczne uporządkowanie. Konfiguracja spinowa składa się z ferromagnetycznych płaszczyzn równoległych do płaszczyzny (100). Natomiast główne momenty magnetyczne są równoległe do wektora a, tworzące antyferromagnetyczną strukturę z atomami srebra (magnetyczne centra) znajdującymi się w centrum kwadratowych warstw AgF
4, mającymi przeciwne zwroty spinów. Oddziaływanie antyferromagnetyczne dalekiego zasięgu poniżej temperatury Curie manifestuje się największym odchyleniem od prawa Curie-Weissa spośród związków zawierających srebro na drugim stopniu utlenienia.

## Zastosowanie
AgF
2 jest silnym środkiem fluorującym i utleniającym. Powstaje jako półprodukt w katalizie reakcji gazowych z fluorem przez srebro. Z jonami fluoru tworzy złożone jony, takie jak AgF−
3, niebieskofioletowy AgF2−
4, AgF4−
6.
Związek ten jest używany w reakcjach fluorowania oraz syntezy organicznych związków perfluorowanych. Reakcja tego typu może przebiegać na trzy sposoby:
1. CZ
3H + 2AgF
2 → CZ
3F + HF + 2AgF
2. CZ
3X + 2AgF
2 → CZ
3F + X
2 + 2AgF
3. Z
2C=CZ
2 + 2 AgF
2 → Z
2CF−CFZ
2 + 2AgF
gdzie:
Z – dowolny pierwiastek lub grupa przyłączona do atomu węgla
X – chlorowiec

Podobne przekształcenia można również przeprowadzić za pomocą innych fluorków metali o wysokiej walencyjności, takimi jak CoF
3, MnF
3, CeF
4 lub PbF
4.
AgF
2 stosuje się również w reakcjach fluorowania związków aromatycznych, chociaż selektywne fluorowanie jest dość wymagające:
C
6H
6 + 2AgF
2 → C
6H
5F + 2AgF + HF
AgF
2 utlenia ksenon do difluorku ksenonu w bezwodnych roztworach HF.
2AgF
2 + Xe → 2AgF + XeF
2
Związek ten utlenia również tlenek węgla do fluorku karbonylu.
2AgF
2 + CO → 2AgF + COF
2
W reakcji AgF
2 z wodą powstaje tlenek srebra(I), kwas fluorowodorowy i gazowy tlen:
4AgF
2 + 4 H
2O → 2Ag
2O + 8 HF + O
2
AgF
2 można również zastosować do selektywnego orto-fluorowania pirydyny w łagodnych warunkach.

## Bezpieczeństwo
AgF
2 jest bardzo silnym utleniaczem, który gwałtownie reaguje z wodą. Reaguje również z rozcieńczonymi kwasami z wytworzeniem ozonu, utlenia jodki do jodu, a w kontakcie z acetylenem tworzy kontakt wybuchowy acetylenek srebra. Jest wrażliwy na światło, bardzo higroskopijny oraz żrący. Rozkłada się gwałtownie w kontakcie z nadtlenkiem wodoru, uwalniając gazowy tlen. Innymi produktami rozkładu jest zazwyczaj HF, F
2 i srebro metaliczne.